# Ordinatio imperii

Ordinatio imperii (латинский язык; О порядке в империи; дословный перевод: Установление империи) — изданный в 817 году правителем Франкской империи Людовиком I Благочестивым капитулярий, целью которого было закрепить за сыновьями их наследственные права, а также повысить эффективность управления государством.
Непосредственным толчком к составлению Ordinatio imperii послужил, вероятно, несчастный случай, произошедший в Ахене в апреле 817 года: прогнившие балки деревянной галереи, соединявшей дворец с капеллой, рухнули в тот момент, когда император со свитой возвращался по ней после мессы, и чуть не убили его.
В июне 817 года Людовик I Благочестивый под влиянием своей жены Ирменгарды объявил о намерении наделить своих сыновей — Лотаря I, Пипина I и Людовика II — владениями и разработать систему их взаимоотношений с императорской властью. В июле этого года на генеральном сейме в Ахене документ, получивший название Ordinatio imperii, был представлен на одобрение совета королевства. Документ состоял из восемнадцати статей. Он предусматривал разделение власти во Франкской империи между Людовиком I и его сыновьями, которые наделялись обширными землями:
- старший сын — Лотарь I — наделялся титулом соимператора, что должно было быть подтверждено клятвой верности, которую обязаны были принести ему все подданные империи. Хотя в тексте документа переходившие под власть Лотаря территории не упоминаются, по мнению современных историков, он должен был получить контроль над Нейстрией, Австразией, Саксонией, Тюрингией, Алеманнией, Септиманией, Провансом, а также верховную власть над Италией. Младшие сыновья получали власть над приграничными районами королевства, что должно было улучшить управление ими и облегчить их защиту от внешних врагов.
- средний сын — Пипин I — сохранял за собой Аквитанию и Гасконь, которыми он уже управлял с 814 года, а также получал Тулузскую марку и ещё 4 графства: Каркасон в Септимании, Отён, Авалон и Невер в Бургундии.
- младший сын — Людовик II Немецкий — наделялся Баварией, Каринтией и верховной властью над признающими зависимость от франков славянами (чехами, хорватами и другими).

Наделение Лотаря I императорским титулом было скреплено присягой всех подданных и утверждено благословением папы римского Пасхалия I. В этом же году Лотарь получил титул августа и стал соправителем отца.
Основой и прообразом документа являлось изданное Карлом Великим в 806 году Divisio Regnorum, с той лишь разницей, что Ordinatio imperii представляло собой попытку утвердить новый принцип престолонаследия. Максимальная власть вместе с императорским титулом теперь сосредоточивалась в руках одного из братьев — Лотаря. Пипин Аквитанский и Людовик Немецкий становились относительно Лотаря подчинёнными (в военном и политическом отношении) королями и даже не могли жениться без его согласия. В случае смерти младших братьев новый раздел не предусматривался: их земли отходили только к одному из его законных потомков по избранию «народа», а в случае отсутствия таковых отходили к Лотарю. Если же преждевременно умирал он, то его титул, земли и полномочия по решению аристократии передавались одному из младших братьев.
Ordinatio imperii пришло в резкое противоречие с устоявшейся у королей франков традицией престолонаследия, согласно которой, все дети короля имели право на равные доли наследства. Принятие Ordinatio imperii сразу же привело к обострению отношений во Франкском государстве: вообще не упомянутый в документе король Италии Бернард поднял восстание, пытаясь отстоять свои права, но его мятеж был быстро подавлен. Когда же сам Людовик I Благочестивый в 829 году нарушил Ordinatio imperii в пользу своего младшего сына Карла, это привело в 830—834 годах к продолжительной смуте, в ходе которой стало ясно, что новый порядок престолонаследования не пользуется поддержкой среди большей части франкской знати.

## Издания
- Ordinatio imperii. — Monumenta Germaniae Historica. Leges. Capitularia regum Francorum (Capit.). 1: Capitularia regum Francorum I. — Hannoverae: Impensis Bibliopolii Hahniaui, 1883. — P. 270—273. — 462 p.
- Divisio imperii. — Patrologiae Cursus Completus. Seria secunda. — Paris, 1862. — Т. XCVII. — С. 373—380.

- Раздел империи 817 года. Восточная литература. Дата обращения: 13 августа 2011. Архивировано 29 ноября 2011 года.

- Левандовский А. П. Карл Великий. Через Империю к Европе. — М.: Соратник, 1995. — С. 239. — 272 с. — ISBN 5-87883-014-0.